# Scinax ruberoculatus
Scinax ruberoculatus es una especie de anfibio de la familia Hylidae, endémico de los bosques de Brasil, Surinam, y Guayana Francesa.
Esta rana es menor de otras especies de Scinax: La rana adulta macho mide 22,6–25,9 mm de largo y la hembra 25,4–27,5 mm.  El piel es de color gris claro o marrón claro con una mancha oscura en la cabeza.  Los científicos quienes escribieron el primer papel sobre esta especie dicieron que esta mancha se parecía a un molar humano o una polilla. Hay líneas blancas a lo largo de sus lados.  La mitad superior del iris es roja y la mitad inferior es gris.
El renacuajo mide 22,2 mm de largo.  El cuerpo es de color bronce con puntos oscuros.  Ranas jóvenes son de color gris con puntos oscuros.  El iris del ojo es completemente rojo con línea negra afuera.
El nombre científico ruberoculatus es del idioma latín: ruber para "rojo" y oculatus para "tiene ojos."